# インターワミグループ
インターワミグループ（INTER WAMI GROUP LTD.）は、イギリス・スラウに本社を置く航空貨物を中心とした物流会社である。元はITシステム主体の企業であったがその後国際物流も事業を拡大し、現在では世界220の国と地域をカバーする取り扱いエリア最大の物流会社となっている。また、製薬会社をクライアントとした国際輸送を行っている。
日本では羽田空港を拠点とし、国際輸送事業を展開している。2015年3月に、小口の輸送事業をスマートエクスプレスのブランドで開始した。